# Conchaspis euphorbiae
Conchaspis euphorbiae är en insektsart som beskrevs av Charles Kimberlin Brain 1918. Conchaspis euphorbiae ingår i släktet Conchaspis och familjen Conchaspididae. Inga underarter finns listade i Catalogue of Life.